# 如來夢
《如來夢二胡套曲》，又名《如來夢之種子燈焰二胡套曲》，由劉文金根據愚溪的小說《袍修羅蘭：瓔珞姑娘的故事》中8大主角及其所代表或象徵的天然屬性或個性所創作，由2000年起至2002年歷時3年完成。
此套曲總長約60分鐘，由8首無伴奏二胡獨奏曲組成，曲名取自小說中8種天然屬性、個性，及角色名稱：
1. 地：醉客伏泥
2. 水：水玉姑娘
3. 火：彩衣姑娘
4. 風：巡山少年
5. 空：天宇少年
6. 見：瓔珞姑娘
7. 識：夸克
8. 如來藏：袍修羅蘭

## 相關
其他以愚溪的小說《袍修羅蘭》為題材的樂曲有
- 《袍修羅蘭之別境尋聲古琴套曲》成公亮作曲
- 《袍修羅蘭之水天鑒湛阮咸套曲》莫凡作曲
- 《袍修羅蘭之心靈禮樂編鐘套曲》趙詠山作曲
- 《袍修羅蘭之風舞威音鋼琴套曲》關峽作曲
- 琵琶獨奏曲《袍修羅蘭之瓔珞海韻》戴宏威作曲
- 琵琶獨奏曲《袍修羅蘭之貝殼沙》戴宏威作曲
- 箜篌獨奏曲《袍修羅蘭之妙指流音》劉錫津作曲

## 外部連結
- 劉文金：無伴奏二胡套曲《如來夢》追求“真、善、美”